# Revolveren
Revolveren er en dansk stum romantisk dramafilm fra 1911 produceret af Nordisk Films Kompagni. Manuskriptet er ifølge danskefilm.dk skrevet af "Bornelunde" Filmens instruktør er ukendt.
Filmen havde premiere den 17. februar 1911 i Biografen i Esbjerg. Filmen blev i tysktalende lande distribueret som Das Schicksal har gewonnen.

## Handling
En ældre handelsmands forretning går mindre godt. En ung energisk mand vil gerne gifte sig med handelsmandens datter, og hvis han får hendes hånd, vil han hjælpe med at rede virksomheden. Datteren er ikke forelsket i den ungen mand, men derimod i en ung, men fattig, kunstmaler. Men datteren må ikke gifte sig med kunstmaleren, og han må derfor gifte sig med den gom, som faderen ønsker. På bryllupsdagen ankommer den fattige maler, og i desperation tager han en revolver og forsøger at skyde sig selv, hvilket dog mislykkes. Brylluppet aflyses, og faderen indser, at han ikke kan bestemme, hvem hans datter skal gifte sig med, og de to får hinanden, og alt ender godt.

## Medvirkende
- Edith Buemann Psilander
- Lauritz Olsen
- Petrine Sonne
- Otto Lagoni
- Ella la Cour
- Valdemar Møller
- Carl Schenstrøm
- Franz Skondrup